# Iani Verón
Iani Martín Verón (La Plata, Buenos Aires; 21 de junio de 1986) es un exfutbolista argentino que se desempeñaba como mediocampista. Es hijo de Juan Ramón Verón y hermano de Juan Sebastián Verón, ambos exfutbolistas de Estudiantes de La Plata.

## Trayectoria
La carrera de Verón como deportista profesional se extendió por siete años y se desarrolló entre clubes argentinos de diversas categorías, como así también en Hungría, Bolivia y Rumania. 
Surgido de las divisiones inferiores de Estudiantes de La Plata, llegó a debutar con el equipo superior en la Primera División de Argentina, pero no tuvo muchas oportunidades para jugar. Por ello fue cedido a los clubes del ascenso Tristán Suárez y Juventud Unida.
En agosto de 2010 fue fichado por el Ferencváros de Hungría junto a su compatriota Héctor Morales. Fue enviado al equipo de reserva.
Dejó Hungría en enero de 2011 para incorporarse al Jorge Wilstermann de Bolivia, como refuerzo del equipo para disputar la Copa Libertadores de América.
En septiembre de 2012 se incorporó al CS Flacara Faget del ascenso rumano, sin embargo a fines de marzo de 2013 arregló su salida del club y se incorporó a la Liga Amateur Plantense, fichando para la Asociación Coronel Brandsen.

## Clubes
| Club                        | País      | Año         |
| --------------------------- | --------- | ----------- |
| Estudiantes de La Plata     | Argentina | 2006 - 2007 |
| CSyD Tristán Suárez         | Argentina | 2007 − 2008 |
| Estudiantes de la Plata     | Argentina | 2008 - 2009 |
| Juventud Unida              | Argentina | 2008 - 2009 |
| Estudiantes de la Plata     | Argentina | 2009 - 2010 |
| Ferencváros II              | Hungría   | 2010 - 2011 |
| Jorge Wilstermann           | Bolivia   | 2011        |
| CS Flacara Faget            | Rumania   | 2012 - 2013 |
| Asociación Coronel Brandsen | Argentina | 2013        |

## Palmarés

### Cmpeonatos nacionales
| Título          | Club                    | País      | Año  |
| --------------- | ----------------------- | --------- | ---- |
| Torneo Apertura | Estudiantes de La Plata | Argentina | 2006 |